# Calochilus robertsonii
 Calochilus robertsonii, the Purple Beard Orchid là một widespread Australian orchid found in a variety of habitats.

## Hình ảnh

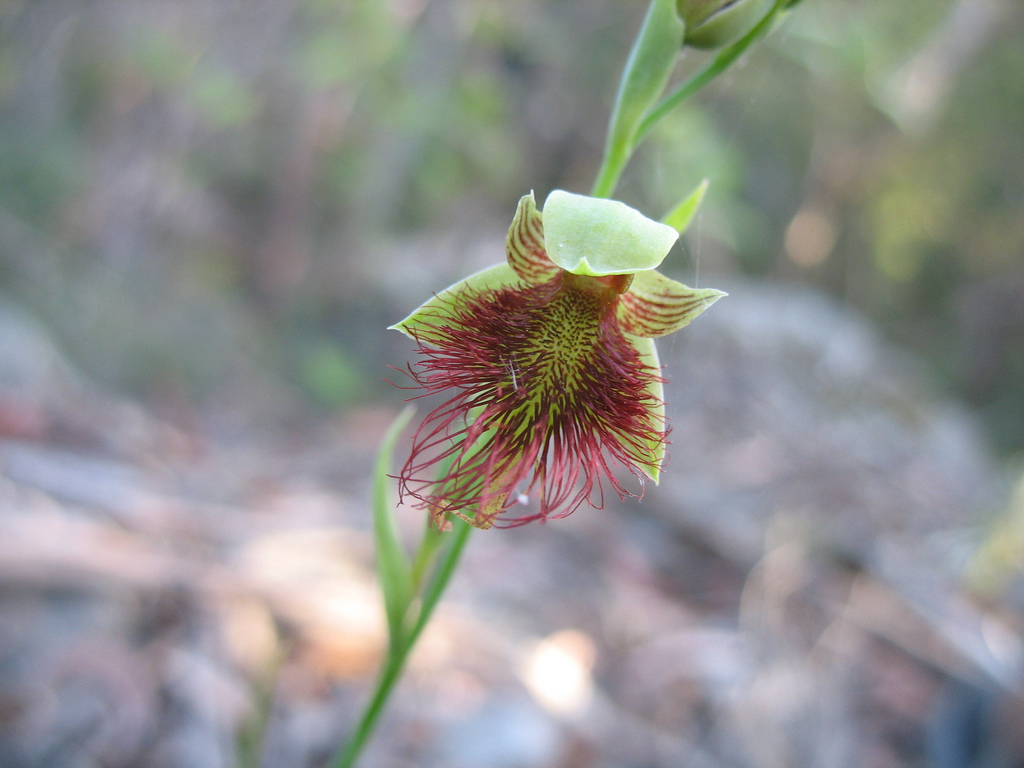
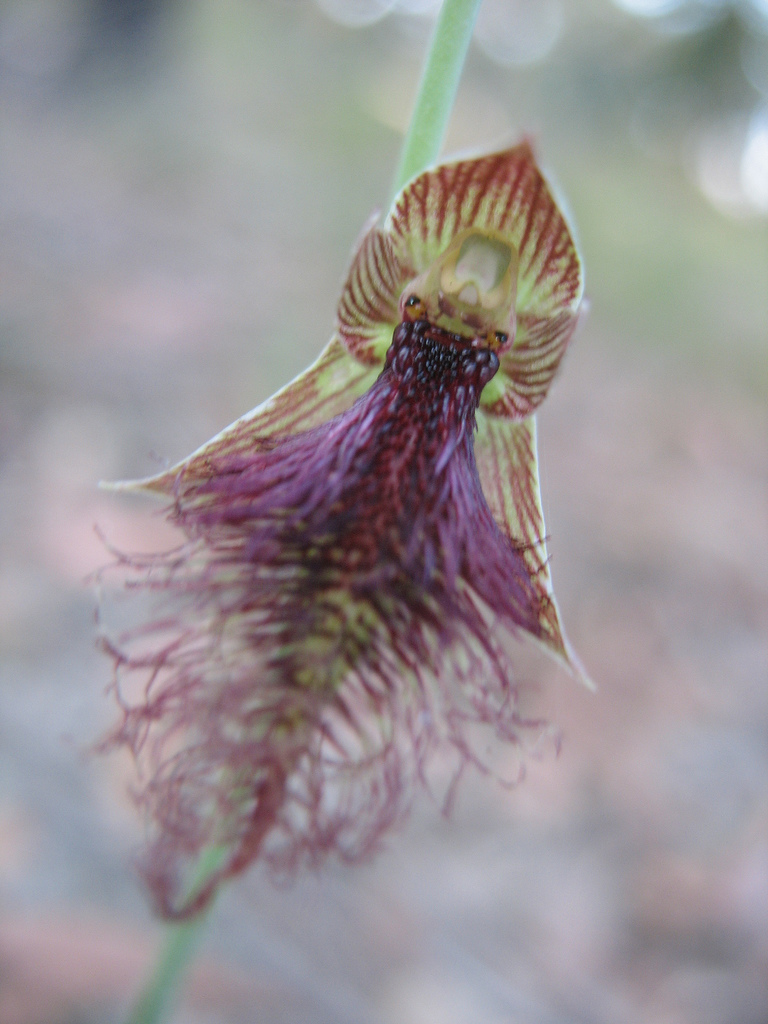
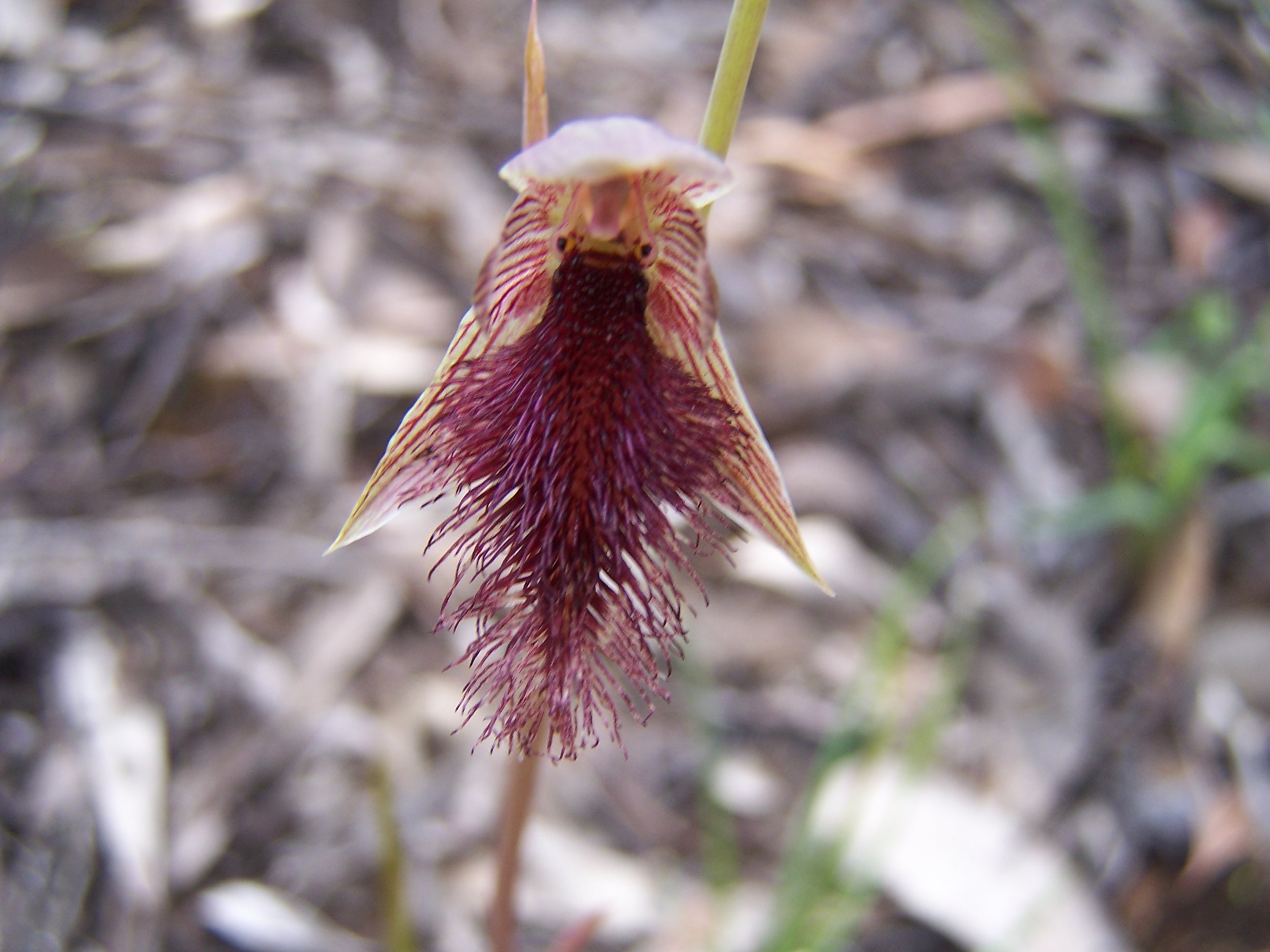